# Marano di Napoli
Marano di Napoli és un municipi italià, situat a la regió de Campània i a la Ciutat metropolitana de Nàpols. L'any 2004 tenia 58.938 habitants.